# Tysk vin
Tysk vin bliver dyrket i 13 tyske vindistrikter. I de fleste dyrkes hvidvin; enkelte distrikter som Ahr og Baden er kendt for rødvin.
Det mest kendte tyske hvidvinsmærke er Liebfraumilch. Den er opkaldt efter en vin fra 9 ha. omkring Liebfrauenkirche i Worms i Rheinhessen. I dag er den oprindelige vin sjælden og kostbar, men efterligningerne er meget billige.
Tysk vin er i de sidste 30 år blevet meget forbedret og har nået niveauet fra 1900.[kilde mangler] Druen riesling er hovedhjørnestenen i tysk vin.
Mosel, Rheingau og Rhinen er de mest kendte distrikter. Nahe ligger mellem dem. Det mindste distrikt er Hessische Bergstrasse.
| Mad og drikke | Spire Denne artikel om mad og drikke er en spire som bør udbygges. Du er velkommen til at hjælpe Wikipedia ved at udvide den. |